# Who Let in the Rain
Who Let in the Rain è un singolo della cantante statunitense Cyndi Lauper, pubblicato nel 1993 ed estratto dall'album Hat Full of Stars.

## Tracce
- CD (USA)

1. Who Let in the Rain (Edit) – 4:15
2. Cold – 3:29